# Yopougon Football Club
Le Yopougon Football Club est un club de football ivoirien basé dans la commune de Yopougon, dans le nord-ouest d'Abidjan.
Il joue ses matches au Complexe Sportif de Yopougon, situé au sud-est du pays. Le club évolue actuellement en 3e Division Ivoirienne.